# Tarte au comté
Pour les articles homonymes, voir Tarte (homonymie) et Comté (fromage).
La tarte au comté est une recette de cuisine traditionnelle de la cuisine franc-comtoise, à base de tarte au comté, œuf, lait et vin blanc du vignoble du Jura.

## Histoire
Cette recette est typique de la cuisine franc-comtoise, à base de comté et de vin blanc (en général du savagnin) du vignoble du Jura.

## Recette
Mélanger des œufs, du lait, et du vin blanc du vignoble du Jura, saler poivrer. Étalez la préparation sur une pâte brisée de moule à tarte, avec du comté râpé, et faire cuire et dorer au four 45 min à 240°C. Servir tiède accompagnée de vin du Jura, (vin jaune, ou Savagnin...).

## Variantes
La tarte au comté peux également être préparée par exemple avec du Morbier, ou façon tartiflette de la cuisine savoyarde, avec des pommes de terre et des lardons, ou façon quiche lorraine de la cuisine lorraine, avec ajout de crème fraîche ou sauce béchamel, pomme de terre, et lardons,. 